# 12 августа
12 августа — 224-й день года (225-й в високосные годы) по григорианскому календарю.
До конца года остаётся 141 день.
До 15 октября 1582 года — 12 августа по юлианскому календарю, с 15 октября 1582 года — 12 августа по григорианскому календарю.
В XX и XXI веках соответствует 30 июля по юлианскому календарю.
На этот день обычно приходится максимум метеорного потока Персеиды.

## Праздники и памятные дни
См. также: Категория:Праздники 12 августа

### Международные
- ООН — Международный день молодёжи
- Канада,  Таиланд — Всемирный день слонов[2]

### Национальные
- Грузия — Дидгороба
- Таиланд — День матери
- США — День виниловой пластинки (в честь изобретения фонографа Эдисоном)[3]

### Профессиональные
- Кыргызстан — День сотрудника уголовно-исполнительной системы Кыргызстана.
- Россия — День Военно-воздушных сил

### Религиозные
Православие
- Память апостолов от семидесяти Силы, Силуана, Крискента, Епенета и Андроника (I в.);
- память мученика Иоанна Воина (IV в.);
- память преподобного Анатолия II Оптинского, Младшего (1922);
- обретение мощей преподобного Германа Соловецкого (1484);
- память священномучеников Полихрония, епископа Вавилонского[6], Пармения, Елимы и Хрисотеля, пресвитеров, Луки и Муко, диаконов, мучеников Авдона и Сенниса, князей Персидских, и мучеников Олимпия и Максима (ок. 251);
- память священномученика Валентина (Уалентина) Интерамского (Италийского), епископа, и трёх учеников его мучеников Прокула, Ефива и Аполлония и праведного Авундия (ок. 273);
- Собор Самарских святых;
- память священномученика Иоанна Плотникова, диакона (1918).

### Именины

#### Православные
Дата дана по новому стилю:
Мужские
- Авдон — мученик Авдон Персидский, Римский, князь.
- Авундий — Авундий Интерамский (Италийский).
- Анатолий — преподобный Анатолий II Оптинский, Младший (Потапов).
- Андроник — Андроник, апостол от семидесяти.
- Аполлоний — мученик Аполлоний Интерамский (Италийский).
- Валентин — священномученик Валентин Интерамнский (Италийский).
- Геласий.
- Герман — Герман Соловецкий (обретение мощей).
- Елима — священномученик Елима Вавилонский, Кордульский.
- Епенет — Епенет, апостол от семидесяти.
- Ефив — мученик Ефив Интерамский (Италийский).
- Иоанн (Иван) — священномученик Иоанн (Плотников), пресвитер Иоанн, мученик Иоанн Воин.
- Крискент — Крискент, апостол от семидесяти.
- Лука — священномученик Лука Вавилонский, Кордульский.
- Максим — мученик Максим Перс, Кордульский.
- Муко — священномученик Муко Вавилонский, Кордульский.
- Олимпий — мученик Олимпий Перс, Кордульский.
- Павел — епископ Павел.
- Пармений — священномученик Пармений Вавилонский, Кордульский.
- Полихроний — священномученик Полихроний Вавилонский.
- Прокул — мученик Прокул Интерамский (Италийский).
- Сеннис — мученик Сеннис Персидский, Римский, князь.
- Сила (Силос) — Сила (Силос), апостол от семидесяти.
- Силуан — Силуан, апостол от семидесяти.
- Тимон — мученик Тимон.
- Хрисотель — священномученик Хрисотель Вавилонский, Кордульский.

Женские
- Агна.
- Ангелина — преподобная Ангелина Сербская (Бранкович), королева.
- Лукия.

## События
См. также: Категория:События 12 августа

### До XIX века
- 1121 — между войсками Грузинского царства и западно-сельджукских эмиров Мардина и Хиллы состоялась Дидгорская битва.
- 1323 — после тридцати лет войны Новгорода и Швеции между ними заключён Ореховский мир.
- 1399 — произошла битва на Ворскле, одно из крупнейших сражений XIV века в Восточной Европе.
- 1479 — в Москве освящён Успенский собор, возведённый по образцу Успенского собора XII века во Владимире.
- 1654 — Битва под Шкловом между войсками князя Юрия Барятинского и войсками Великого гетмана Януша Радзивилла.
- 1658 — в Новом Амстердаме сформирован первый в Северной Америке полицейский отряд — Рательвахт.
- 1759 — состоялось Кунерсдорфское сражение, наиболее известная битва Семилетней войны, завершившееся разгромом прусской армии Фридриха II русско-австрийскими войсками.
- 1792 — Екатерина II утвердила приговор русскому публицисту и издателю Н. И. Новикову — 15 лет тюрьмы.

### XIX век
- 1824 — поэт Александр Пушкин выслан из Одессы. В пору михайловского затвора он создал лучшие свои произведения. В 1826 году Николай I вызвал его в Москву и снял с него опалу.
- 1840 — на Царскосельской железной дороге, близ станции Царское Село, произошло столкновение двух пассажирских поездов. Погибло 7 человек, 78 было ранено.
- 1851 — американец Айзек Зингер получил патент на первую швейную машинку.
- 1865 — английский врач Джозеф Листер впервые использовал во время операции фенол — для дезинфекции инструментов и рук хирурга. Впоследствии в результате таких обработок смертность после хирургических операций упала втрое.
- 1877 — американский астроном Асаф Холл открыл спутник Марса — Деймос.
- 1883 — в Амстердамском зоопарке умирает последняя квагга[8].
- 1887 — 12-14 августа прошёл первый поезд по маршруту Вена — Константинополь.
- 1898 — Гавайские острова аннексированы США.

### XX век
- 1912 — в Вооружённых силах Российской империи создана Воздухоплавательная часть.
- 1914
  - Первая мировая война: Великобритания и Британская империя объявили войну Австро-Венгрии.
  - Первая мировая война: битва при Халене («Битва серебряных шлемов») между Бельгией и Германией.
- 1918 — в США введён запрет на продажу спиртного на железнодорожных вокзалах.
- 1928 — в Москве открылся Центральный парк культуры и отдыха им. М. Горького.
- 1944 — во Францию из Англии начал поступать бензин по нефтепроводу «Плуто», проложенному по дну Ла-Манша.
- 1949 — в Лондоне из-за скворцов, разместившихся на минутной стрелке часов, Биг-Бен стал отбивать время с опозданием на четыре с половиной минуты.
- 1950 — Министерство обороны США впервые выпустило справочник о том, как надо защищаться от ядерной атаки.
- 1952 — в СССР были казнены 13 осуждённых по делу об Еврейском антифашистском Комитете, среди которых было несколько видных еврейских поэтов (Л. Квитко, П. Маркиш, Д. Бергельсон, Д. Гофштейн) — эта казнь известна также как «Ночь казнённых поэтов».
- 1953 — на Семипалатинском ядерном полигоне проходят успешные испытания первой в мире водородной бомбы.
- 1955 — вышло Постановление СМ СССР о начале работ и исследований в области создания ядерной авиационной силовой установки.
- 1959
  - Первый запуск американской ракеты для подводных лодок «Поларис А-1», которая могла нести ядерную боеголовку мощностью в 1 мегатонну.
  - В СССР разрешена продажа в кредит товаров «длительного пользования».
- 1960
  - На Цейлоне введена цензура прессы.
  - С мыса Канаверал стартовал Echo 1 — первый телекоммуникационный спутник.
- 1962 — стартовал советский космический корабль «Восток-4» с Павлом Поповичем на борту.
- 1970
  - Московский договор между СССР и ФРГ: Западная Германия признала послевоенные границы в Европе и отказалась от претензий на территорию бывшей Восточной Пруссии. По сути, являлся мирным договором между СССР и ФРГ.
  - Дженис Джоплин в Гарвардском университете провела свой последний концерт.
- 1974 — Турция предъявила ультиматум Кипру с требованием создать турецкие автономные округа.
- 1978 — Япония и Китай подписали договор о мире и дружбе.
- 1981 — поступил в продажу персональный компьютер IBM PC ценой в 1565 долларов США — процессор 4.77 МГц, память 16 килобайт (с возможностью расширения до 256), операционная система — DOS 1.0.
- 1985 — катастрофа Boeing 747 под Токио, погибли 520 человек, 4 выжило. Крупнейшая по количеству жертв катастрофа одного самолёта в истории.
- 1988 — на американские экраны вышел фильм Мартина Скорсезе «Последнее искушение Христа», вызвавший протесты религиозных организаций.
- 1991 — в Великобритании запрещены выгул бойцовых собак без намордников, их разведение и продажа.
- 1994
  - На экраны США вышел фильм Оливера Стоуна «Прирождённые убийцы».
  - Открылся рок-фестиваль «Вудсток-94», посвящённый 25-летию своего знаменитого предшественника.
- 2000 — во время учений в Баренцевом море затонула российская атомная подводная лодка «Курск».

### XXI век
- 2013 — единый номер вызова экстренных служб «112» начал работать на всей территории России[9].
- 2018 — НАСА запустило солнечный зонд Паркер для изучения атмосферы солнца и солнечного ветра[10].

### Ожидаемое
- 2026 — произойдёт полное солнечное затмение, которое можно будет наблюдать на территории России.

## Родились
См. также: Категория:Родившиеся 12 августа

### До XIX века
- 1552 — (по уточнённым данным) Борис Годунов (ум. 1605), боярин, фактический правитель Русского царства (1587—1598), первый русский царь из династии Годуновых (1598—1605).
- 1604 — Токугава Иэмицу (ум. 1651), сёгун Японии (1623—1651).
- 1644 — Генрих Бибер (ум. 1704), немецкий скрипач и композитор.
- 1681 — Витус Беринг (ум. 1741), российский мореплаватель и полярный исследователь датского происхождения, открывший Берингов пролив.
- 1762 — Георг IV (ум. 1830), король Великобритании и Ганновера (1820—1830).
- 1774 — Роберт Саути (ум. 1843), английский поэт и автор жизнеописаний.

### XIX век
- 1801 — Джон Кэдбери (ум. 1889), английский предприниматель, производитель шоколада, основатель компании Cadbury.
- 1820 — Авдотья Панаева (ум. 1893), русская писательница и мемуаристка.
- 1831 — Елена Блаватская (ум. 1891), русская писательница, путешественница, основатель Теософского общества.
- 1839 — Эдуард Направник (ум. 1916), российский дирижёр и композитор чешского происхождения.
- 1844 — Махди Суданский (ум. 1885), вождь освободительного движения в Судане.
- 1859 — Кэтрин Ли Бейтс (ум. 1929), американская поэтесса, автор слов гимна «America the Beautiful».
- 1860 — Клара Гитлер (ум. 1907), мать Адольфа Гитлера.
- 1866 — Хасинто Бенавенте-и-Мартинес (ум. 1954), испанский драматург, лауреат Нобелевской премии (1922).
- 1881
  - Александр Герасимов (ум. 1963), русский советский художник, президент Академии художеств СССР (1947—1957).
  - Сесил Блаунт Демилль (ум. 1959), американский кинорежиссёр, создатель кинокомпании «Парамаунт пикчерз», обладатель двух «Оскаров».
- 1887 — Эрвин Шрёдингер (ум. 1961), австрийский физик, создатель квантовой механики, лауреат Нобелевской премии (1933) за разработку теории движения микрочастиц.
- 1898 — Александр Иванов (ум. 1984), кинорежиссёр, сценарист, народный артист СССР.

### XX век
- 1904 — цесаревич Алексей (убит в 1918), наследник российского трона.
- 1907 — Александр Столпер (ум. 1979), кинорежиссёр, сценарист, народный артист СССР.
- 1920 — Валентин Филатов (ум. 1979), дрессировщик животных, народный артист СССР.
- 1924 — Мухаммед Зия-уль-Хак (погиб в 1988), пакистанский политик, генерал, президент Пакистана (1978—1988).
- 1926 — Джон Дерек (ум. 1998), американский киноактёр, режиссёр и продюсер.
- 1930 — Джордж Сорос, американский финансист и общественный деятель венгерского происхождения.
- 1932
  - Сергей Слонимский (ум. 2020), композитор, пианист, педагог, народный артист РСФСР.
  - Сирикит, бывшая королева-консорт Таиланда, вдова короля Пхумипона Адульядета, королева-мать.
- 1933 — Гурдев Сингх (р. 2024), индийский хоккеист (хоккей на траве), нападающий. Олимпийский чемпион (1956).
- 1941 — Эдвин Фелнер (ум. 2025), американский учёный, основатель стратегического исследовательского института The Heritage Foundation.
- 1943 — Леонид Сметанников, оперный певец, лирический баритон, народный артист СССР.
- 1944 — Николай Калинин (ум. 2004), дирижёр, музыкальный педагог, народный артист РСФСР.
- 1945 — Рон Мэйл, клавишник и автор текстов песен американской поп-рок-группы «Sparks».
- 1949 — Марк Нопфлер, шотландский музыкант, основатель группы «Dire Straits».
- 1950 — Александр Сидельников (ум. 2003), советский хоккейный вратарь, олимпийский чемпион, двукратный чемпион мира и Европы.
- 1954
  - Матлюба Алимова, советская и узбекская актриса кино («Цыган» и др.).
  - Пэт Мэтэни, американский джаз-роковый гитарист.
  - Франсуа Олланд, французский политик и государственный деятель, президент Франции (2012—2017).
- 1955 — Дитмар Шауэрхаммер, восточногерманский бобслеист, двукратный олимпийский чемпион (1980).
- 1960 — Лоран Финьон (ум. 2010), французский велогонщик, победитель Тур де Франс (1983, 1984) и Джиро д’Италия (1989).
- 1964
  - Чики Бегиристайн, испанский футболист, победитель Суперкубка УЕФА (1992).
  - Дмитрий Миропольский, российский писатель и сценарист.
- 1960 — Владимир Федотов, советский и российский футболист и тренер.
- 1967 — Эмил Костадинов, болгарский футболист.
- 1969 — Танита Тикарам, британская певица.
- 1971
  - Ребекка Гейхарт, американская актриса кино и телевидения, модель.
  - Пит Сампрас, американский теннисист, 14-кратный победитель турниров Большого шлема.
- 1973 — Ричард Рид, британский террорист, организатор неудачного подрыва рейса 63 American Airlines.
- 1978 — Хейли Уикенхайзер, канадская хоккеистка, 4-кратная олимпийская чемпионка, член МОК
- 1980
  - Мэгги Лоусон, американская актриса.
  - Доминик Суэйн, американская актриса.
- 1988 — Леа Пайпс, американская актриса.
- 1989 — Шарлен Гиньяр, французская и итальянская фигуристка, выступающая в танцах на льду. Она — серебряная (2023) и бронзовая (2024) призёр чемпионата мира, трёхкратная чемпионка Европы (2023—2025).
- 1990 — Марио Балотелли, итальянский футболист, серебряный призёр чемпионата Европы (2012).
- 1991
  - Эмиль Иверсен, норвежский лыжник, 4-кратный чемпион мира.
  - Мадс Менса Ларсен, датский гандболист, олимпийский чемпион (2016), двукратный чемпион мира.
- 1992
  - Кара Делевинь, английская супермодель и киноактриса.
  - Гонсало Пейльят, аргентинский и немецкий игрок в хоккей на траве, олимпийский чемпион (2016).
- 1994 — Бекс Тейлор-Клаус, американская актриса.
- 1998 — Стефанос Циципас, греческий теннисист.

## Скончались
См. также: Категория:Умершие 12 августа

### До XIX века
- 30 до н. э. — Клеопатра (р. 69 до н. э.), царица Египта (с 51 до н. э.).
- 1295 — Карл Мартелл Анжуйский (р. 1271), номинальный король Венгрии (1292—1295).
- 1399 — Андрей Ольгердович (р. ок. 1320), князь псковский, полоцкий, участник Куликовской битвы.
- 1484 — Сикст IV (в миру Франческо делла Ровере; р. 1414), 212-й папа римский (1471—1484).
- 1633 — Якопо Пери (р. 1561), итальянский композитор.
- 1648 — убит Ибрагим I (р. 1615), османский султан, правивший в 1640—1648 гг.
- 1652 — граф Якоб Делагарди (р. 1583), шведский политик и государственный деятель, участник событий Смутного времени.
- 1674 — Филипп де Шампань (р. 1602), французский художник-портретист («Кардинал Ришельё»).
- 1689 — Иннокентий XI (в миру Бенедетто Одескальки; р. 1611), 240-й папа римский (1676—1689).

### XIX век
- 1818 — Николай Новиков (р. 1744), русский писатель, журналист, издатель.
- 1827 — Уильям Блейк (р. 1757), английский поэт и художник.
- 1828 — Арина Родионовна Яковлева (р. 1758), няня А. С. Пушкина.
- 1848 — Джордж Стефенсон (р. 1781), английский изобретатель, создатель одного из первых паровозов.
- 1865 — Уильям Гукер (р. 1785), английский ботаник, первый директор Королевских ботанических садов.
- 1883 — Василий Бажанов (р. 1800), русский православный священнослужитель, императорский духовник, богослов.
- 1886 — Павел Зарубин (р. 1816), русский механик-самоучка, изобретатель.
- 1891 — Джеймс Расселл Лоуренс (р. 1819), американский поэт, эссеист, педагог и дипломат.
- 1897 — Фёдор Буслаев (р. 1818), русский учёный-филолог и искусствовед.
- 1900 — Вильгельм Стейниц (р. 1836), австрийский шахматист, первый чемпион мира.

### XX век
- 1901 — Адольф Эрик Норденшельд (р. 1832), шведский учёный и исследователь, в 1878—1879 гг. первым в истории прошедший Северным морским путём из Атлантики в Тихий океан.
- 1911 — Йосеф Исраэлс (р. 1824), голландский жанровый живописец.
- 1914 — Джон Филип Холланд (р. 1840), американский инженер, изобретатель современной конструкции подводной лодки.
- 1921 — Пётр Боборыкин (р. 1835), русский писатель, почётный академик Петербургской АН.
- 1922 — Артур Гриффит (р. 1872), ирландский журналист, политик, революционер, основатель и 3-й лидер партии «Шинн Фейн».
- 1928 — Леош Яначек (р. 1854), чешский композитор.
- 1934 — Хендрик Петрюс Берлаге (р. 1856), нидерландский архитектор.
- 1944 — погиб Алексей Дураков (р. 1898), русский поэт и переводчик.
- 1946 — Сергей Судейкин (р. 1882), русский театральный художник, живописец и график, авангардист.
- 1952 — Вениамин Зускин (р. 1899), актёр, народный артист РСФСР.
- 1952 — Перец Маркиш (р. 1895), еврейский советский поэт и писатель.
- 1953 — Евгений Патон (р. 1870), советский украинский академик, специалист по электросварке и мостостроению.
- 1955
  - Томас Манн (р. 1875), немецкий писатель, лауреат Нобелевской премии (1929).
  - Джеймс Батчеллер Самнер (р. 1887), американский биохимик, доказавший белковую природу ферментов, лауреат Нобелевской премии по химии (1946).
- 1960 — Александр Гальперин (р. 1896), историк, доктор исторических наук, профессор.
- 1964 — Ян Ланкастер Флеминг (р. 1908), английский писатель, автор романов о Джеймсе Бонде.
- 1973 — Вальтер Гесс (р. 1881), швейцарский физиолог, лауреат Нобелевской премии (1949).
- 1979 — Эрнст Борис Чейн (р. 1906), германо-британский биохимик, один из первооткрывателей пенициллина, нобелевский лауреат по физиологии и медицине (1945).
- 1982 — Генри Джейнс Фонда (р. 1905), американский актёр, отец Питера и Джейн Фонда.
- 1983 — Франц Радзивилл (р. 1895), немецкий художник, работавший в стиле «новой вещественности».
- 1989 — Уильям Брэдфорд Шокли (р. 1910), американский физик, исследователь полупроводников, нобелевский лауреат (1956).
- 1992 — Джон Кейдж (р. 1912), американский композитор-авангардист.
- 1996 — Виктор Амбарцумян (р. 1908), советский и армянский астрофизик, академик, дважды Герой Социалистического Труда.
- 1999 — Павел Арсенов (р. 1936), советский, российский и армянский актёр и кинорежиссёр (фильмы: «Король-олень», «С любимыми не расставайтесь», «Гостья из будущего» и др.).
- 2000
  - Николай Лавров (р. 1944), советский и российский актёр театра и кино.
  - Лоретта Янг (р. 1913), американская актриса, лауреат премии «Оскар».

### XXI век
- 2004
  - Алексей Леонтьев (р. 1936), российский психолог и лингвист.
  - Годфри Хаунсфилд (р. 1919), английский физик, лауреат Нобелевской премии по физиологии и медицине (1979).
- 2009 — Лестер Уильям Полсфусс (р. 1915), американский гитарист-виртуоз, один из изобретателей электрогитар.
- 2013 — Василий Песков (р. 1930), советский и российский журналист, путешественник, ведущий телепрограммы «В мире животных».
- 2014 — Лорен Бэколл (р. 1924), американская актриса, обладательница «Оскара».
- 2017 — Виктор Смирнов (р. 1945), советский и российский актёр театра и кино, народный артист РФ.
- 2018 — Самир Амин (р. 1931), египетский и сенегальский политолог и экономист.
- 2024 — Фриц Шмидт (р. 1943), немецкий (ФРГ) хоккеист (хоккей на траве), полузащитник. Олимпийский чемпион 1972 года, чемпион Европы 1970 года.

## Приметы
Силин день
- На Силы и Силуяна рожь бывает пьяна (то есть полна зерном и клонится к земле).
- На Силу рожь посеянная родится сильно, а ведьмы обмирают, опившись молока.
- На Силу заморосил дождь и ветряная погода — жди долгой мокроты[11].